# 2008-as szerbiai parlamenti választások
2008. május 11-én előrehozott parlamenti választásokat tartottak Szerbiában. Ez volt a nyolcadik köztársasági parlamenti választás a többpártrendszer bevezetése óta. Az állampolgárok 8 682 szavazóhelyen adhatták le voksaikat, valamint további 157 szavazóhelyet létesítettek a Koszovó területéről kitelepült személyek részére. Az elszakadó Koszovóban összesen 115 712 polgárnak maradt választójoga, a szavazóhelyek száma pedig 295 volt.
A parlamentbe jutási küszöb 5% volt az induló pártok és koalíciók számára, de ez nem vonatkozott a kisebbségekre. Összesen 250 szerbiai parlamenti hely sorsa dőlt el.
Az országos választással párhuzamosan helyi önkormányzati választásokra került sor, és a Vajdaságban megtartották a tartományi parlamenti választások első fordulóját is.

## Induló pártok, pártkoalíciók és a listavezetők
1. Európai Szerbiáért (a Demokrata Párt, a G17 Plusz, a Szerb Megújhodási Mozgalom, a Vajdasági Szociáldemokrata Liga és a Szandzsáki Demokrata Párt koalíciója) – Boris Tadić (250 jelölt)
2. Liberális Demokrata Párt (LDP) – Čedomir Jovanović (250 jelölt)
3. Szerbiai Demokrata Párt (DSS) – Új Szerbia (NS) – Vojislav Koštunica (250 jelölt)
4. Szerb Radikális Párt (SRS) – dr. Vojislav Šešelj (250 jelölt)
5. Szerbiai Szocialista Párt (SPS) – A Szerbiai Egyesült Nyugdíjasok Pártja (PUPS) – Egységes Szerbia (JS) (250 jelölt)
6. Bosnyák Lista az európai Szandzsákért – dr. Sulejman Ugljanin (150 jelölt za poslanike)[1]
7. Magyar Koalíció (MK) (a Vajdasági Magyar Szövetség, a Vajdasági Magyarok Demokratikus Közössége és a Vajdasági Magyar Demokrata Párt koalíciója) – Pásztor István (250 jelölt)[1]
8. Reformpárt – dr. Aleksandar Višnjić (119 jelölt)
9. A falut is kérdezzék meg! – Népi Parasztpárt – Marjan Rističević (63 jelölt)
10. Szerbia Ereje Mozgalom – Bogoljub Karić (250 jelölt)
11. Goranok Polgári Kezdeményezése (GIG) (25 jelölt)[1]
12. Szerbiai Egyesült Vlachok – dr. Predrag Balašević (171 jelölt)[1]
13. Vajdasági Párt – Igor Kurjački (147 jelölt)
14. Romák Romákért – Miloš Paunković (72 jelölt)[1]
15. Montenegrói Párt – Nenad Stevović (85 jelölt)[1]
16. Szerbiai Romák Uniója – dr. Rajko Đurić (200 jelölt)[1]
17. Preševói-völgyi Albánok Koalíciója (9 jelölt)[1]
18. Bácskai Bunyevácok Szövetsége – Mirko Bajić (7 jelölt)[1]
19. Szerbiám Mozgalom – Branislav Lečić (139 jelölt)
20. Szerbiáért Népi Mozgalom – Milan Paroški (114 jelölt)
21. A Diaszpóra Hazafias Pártja – Zoran Milinković (44 jelölt)
22. Roma Párt – Srđan Šajn (42 jelölt)[1]

## Előzetes közvéleménykutatási eredmények
| Felmérés                                   | SRS | DS  | DSS–NS | SPS | LDP | MK | egyéb |
| ------------------------------------------ | --- | --- | ------ | --- | --- | -- | ----- |
| Strateški Marketing (2008. március 17–19.) | 39% | 37% | 10%    | 6%  | 6%  | –  | –     |

## Végeredmény

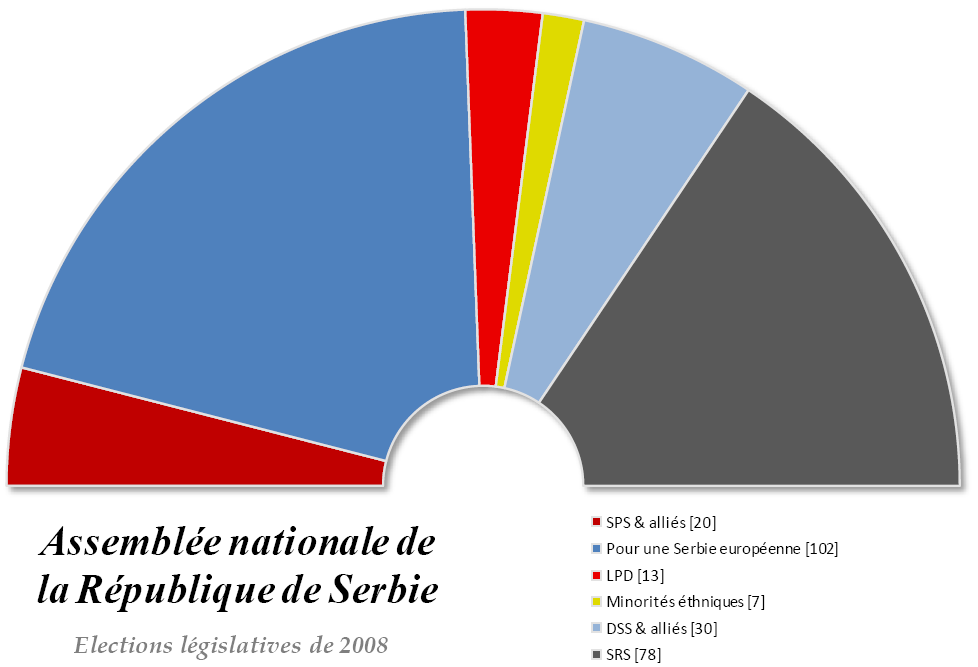
A szerb parlament összetétele 2008-tól

2008. május 20-án a szerbiai Köztársasági Választási Bizottság (RIK) közzétette a választások végeredményét. 
| A szerbiai parlamenti választások eredménye (2008. május 11.) |                               |                    |                    |                          |           |
| A szavazásra jogosultak száma                                 | A szavazásra jogosultak száma | 6 749 688          | 6 749 688          | 6 749 688                | 6 749 688 |
| Leadott szavazatok száma                                      | Leadott szavazatok száma      | 4 139 384          | 4 139 384          | 61,3%                    | 61,3%     |
| Ebből érvénytelen                                             | Ebből érvénytelen             | 88 148             | 88 148             | 2,1%                     | 2,1%      |
| Pártok és koalíciók neve                                      | [ 1 ]                         | Leadott szavazatok | Leadott szavazatok | Elnyert mandátumok száma | ±         |
| Pártok és koalíciók neve                                      | [ 1 ]                         | száma              | százalék           | Elnyert mandátumok száma | ±         |
| Európai Szerbiáért                                            |                               | 1 590 200          | 39,25              | 102                      | +16       |
| Szerb Radikális Párt                                          |                               | 1 219 436          | 30,10              | 78                       | –3        |
| Szerbiai Demokrata Párt – Új Szerbia                          |                               | 480 987            | 11,87              | 30                       | –13       |
| Szerbiai Szocialista Párt                                     |                               | 313 896            | 7,75               | 20                       | +3        |
| Liberális Demokrata Párt                                      |                               | 216 902            | 5,35               | 13                       | +6        |
| Magyar Koalíció                                               | K                             | 74 874             | 1,84               | 4                        | +1        |
| Szerbia Ereje Mozgalom                                        |                               | 70 727             | 1,75               | –                        | –         |
| Bosnyák Lista Az Európai Szandzsákért                         | K                             | 38 148             | 0,94               | 2                        | 0         |
| Preševói-völgyi Albánok Koalíciója                            | K                             | 16 801             | 0,41               | 1                        | 0         |
| Roma Párt                                                     | K                             | 14 631             | 0,36               | –                        | –1        |
| A Falut Is Kérdezzék Meg! – Népi Parasztpárt                  |                               | 12 001             | 0,30               | –                        | –         |
| Reformpárt                                                    |                               | 10 563             | 0,26               | –                        | –         |
| Szerbiám Mozgalom                                             |                               | 8 879              | 0,22               | –                        | –         |
| Szerbiai Egyesült Vlachok                                     | K                             | 6 956              | 0,17               | –                        | –         |
| Goranok Polgári Kezdeményezése                                | K                             | 5 453              | 0,13               | –                        | –         |
| Romák a Romákért                                              | K                             | 5 115              | 0,13               | –                        | –         |
| Szerbiai Romák Uniója                                         | K                             | 4 732              | 0,12               | –                        | –1        |
| Vajdasági Párt                                                |                               | 4 208              | 0,10               | –                        | –         |
| Szerbiáért Népi Mozgalom                                      |                               | 3 795              | 0,09               | –                        | –         |
| Montenegrói Párt                                              | K                             | 2 923              | 0,07               | –                        | –         |
| Bácskai Bunyevácok Szövetsége                                 | K                             | 2 023              | 0,05               | –                        | –         |
| A Diaszpóra Hazafias Pártja                                   |                               | 1 991              | 0,05               | –                        | –         |
| Összes érvényes szavazat                                      | Összes érvényes szavazat      | 4 051 236          | 100                | 250                      | –         |

## Politikai következmények
A Szerb Radikális Pártnak a várakozásokkal szemben nem sikerült győznie a választásokon. Az eredmények alapján azonban a kormányalakításkor a Szlobodan Milosevics örökségét hordozó Szerbiai Szocialista Párt lett a mérleg nyelve a radikális nacionalista, oroszbarát DSS–SRS és az európai integráció mellett kiálló DS–LDP–kisebbségek koalíciója között.
Végül a szocialisták a nyugatbarát DS-sel állapodtak meg, az LDP azonban kimaradt a kormányból, mivel nem akart velük együttműködni. A Magyar Koalíció kívülről támogatta az újonnan megalakult kormányt, cserébe pozíciókat kapott a Vajdaságban. A miniszterelnök a demokrata párti Mirko Cvetkovics lett.